# Ogulin
Ogulin je grad u Hrvatskoj, u Karlovačkoj županiji.

## Naselja
U Ogulinu se nalaze 24 naselja. To su sela: Desmerice, Donje Dubrave, Donje Zagorje, Drežnica, Dujmić Selo, Gornje Dubrave, Gornje Zagorje, Hreljin Ogulinski, Jasenak, Marković Selo, Otok Oštarijski, Ponikve, Popovo Selo, Potok Musulinski, Puškarići, Ribarići, Sabljak Selo, Salopek Selo, Sveti Petar, Trošmarija, Turkovići Ogulinski, Vitunj, Zagorje
I grad Ogulin jedno je od naselja a njegovi dijelovi ili gradske četvrti su: Bošt, Brezik, Bukovica, Drenovac, Gavani, Kalci, Kostelić selo, Kučinić selo, Lomost, Podvrh, Prapuće, Proce, Sv. Jakov, Vučić selo, Zagrad, Žegar te uži centar.

## Zemljopis
Ogulin se nalazi u središtu Hrvatske, na pola puta od Zagreba do Rijeke, između nacionalnog parka Plitvička jezera (s juga), šumovitog Gorskog kotara (sa sjeverozapada) i sjevernog Jadrana (sa zapada). Nastao je u prostranoj kotlini kojom teku dvije rijeke: Dobra i Zagorska Mrežnica. Ogulinski potkapelski kraj tipično je prijelazno područje koje se ne može izravno svrstati ni u jednu od uobičajenih regija ovog dijela Hrvatske. Riječ je, zapravo, o zasebnoj mikroregiji koja ne pripada ni Gorskom kotaru, ni Lici, ni Kordunu, ni Gornjem Pokuplju. Ogulinsko-modruška udolina zajedno s Gorskim kotarom i Likom čini zemljopisnu cjelinu koju zovemo Gorska Hrvatska. Ponekad se ova ogulinsko-modruška udolina naziva i Ogulinsko polje. Ogulinsko polje je svojom površinom peto po veličini krško polje u Hrvatskoj, 60 km2. Nadmorska visina je oko 320 metara. Pravilnog je izduženog oblika u smjeru sjeverozapad-jugoistok, dužine 16 kilometara (Ogulin – Trojvrh) a širine 9 km (Desmerice – Skradnik).

Prema teritorijalnoj podijeli Rimokatoličke crkve Ogulinsko-modruška udolina dio je Ogulinskog dekanata, koji je sastavni dio Gospićko-senjske biskupije. Područje Ogulinsko-modruške udoline pripada Karlovačkoj županiji, na njezinom najzapadnijem dijelu gdje graniči s Primorsko-goranskom županijom te Ličko-senjskom na jugu. U smjeru zapada, dvadesetak kilometara od Ogulina, Rudolfovom cestom 1874. nalazi se naselje Jasenak.
- površina Grada s 24 naselja: 542,32 km2
- nadmorska visina grada: 323 m
- zemljopisne koordinate:
  - zemljopisna širina: 45° 15' 59"
  - zemljopisna dužina: 15° 13' 44"

Ogulin je smješten u Karlovačkoj županiji, u podnožju planine Klek, a u njegovu podzemlju nalazi se ponor rijeke Dobre, koji žitelji ovoga kraja zovu "Đulin ponor".

## Stanovništvo
Područje Grada Ogulina prema najnovijem (2011.) popisu ima 13.915 stanovnika, 80,2 % Hrvata i 17,7 % Srba, gradsko naselje Ogulin ima 8216 stanovnika.

Prema prošlom popisu (2001.) imao je 15.054 stanovnika, od čega je bilo 75,7 % Hrvata i 20,8 % Srba, gradsko naselje Ogulina imalo je 8712 stanovnika.
Prije novog teritorijalnoga ustrojstva Hrvatske, sadašnje općine Plaški, Saborsko, Tounj, Josipdol i Grad Ogulin činile su staru veliku općinu Ogulin, koja je imala sljedeći etnički sastav:
| godina popisa | ukupno | Hrvati           | Srbi             | Jugoslaveni   | ostali       |
| ------------- | ------ | ---------------- | ---------------- | ------------- | ------------ |
| 1991.         | 29.095 | 17.566 (60,37 %) | 10.113 (34,75 %) | 580 (1,99 %)  | 836 (2,87 %) |
| 1981.         | 31.076 | 17.696 (56,94 %) | 10.220 (32,88 %) | 2782 (8,95 %) | 378 (1,21 %) |
| 1971.         | 34.210 | 19.909 (58,19 %) | 13.172 (38,50 %) | 551 (1,61 %)  | 578 (1,68 %) |

### Ogulin (naseljeno mjesto)
- 2021. – 7389
- 2011. – 8216 (nova europska metodologija popisa )
- 2001. – 8712 (Nije usporedivo s brojevima stanovnika ranijih popisa stanovništva, jer su Sveti Petar, Salopek Selo, Sabljak Selo i dio Ribarića bili dijelovi naselja Ogulin, a 1994. god. postaju samostalna naselja. Također, promijenila se metodologija popisa pa više nisu ubrojeni odsutni u inozemstvu.)
- 1991. – 10.857 (Hrvati – 8668, Srbi – 1499, Jugoslaveni – 290, ostali – 400)
- 1981. – 10.174 (Hrvati – 7775, Srbi – 1163, Jugoslaveni – 1105, ostali – 131)
- 1971. – 9923 (Hrvati – 8108, Srbi – 1291, Jugoslaveni – 296, ostali – 228)

## Povijest
Ogulin je nastao oko utvrde koju je izgradila plemićka obitelj Frankopan krajem 15. stoljeća. Točno vrijeme nastanka ogulinske utvrde nije utvrđeno, no poznata je isprava Bernardina Frankopana koju je izdao u svom gradu Modrušu oko 1500. godine kad je novosagrađenom gradu Ogulinu označio granice između Modruša i Vitunja. Postoji i objašnjenje nastanka imena Ogulin. 

 
Da se grad navodno prije zvao Zulum grad, Đulin ili Julin grad, povjesničar Mile Magdić smatra "pukim etimološkim nagađanjem", te da se svojim današnjim imenom Ogulin, nazivao tako već od svoga početka, potvrđuje to i karta s kraja 16. stoljeća.
Može se primijetiti da je riječ Ogulin u biti pridjev od Ogula što zvuči dosta slično kao i Đula, a Đula je stariji naziv za rijeku Dobru koja u Ogulinu ponire u Đulinom (Dobrinom) ponoru. Moguće je dakle sa se rijeka Đula nekoć davno zvala Ogula te da je grad koji se nalazi na njezinom ponoru dobio ime po samom rijeci, odnosno grad na kraju rijeke Ogule nazvan je Ogulin grad. Ovdje je prisutna česta praksa da se gradu daje ime po rijeci koja u njegovoj blizine završava. U prilog povezanosti imena rijeke i grada ide i činjenica da se sam grad u nekim izvorima nekoć nazivao Đulin grad. Slični primjeri su: grad Steyer koji se nalazi na ušću rijeke Steryer u rijeku Enns, grad Enns koji se nalazi na ušću rijeke Enns u Dunav, grad Beč (Wien) koji se nalazi na ušću rijeke Wien u Dunav, grad Kansas City koji se nalazi na ušću rijeke Kansas u rijeku Missouri, grad Vukovar (var je mađarski naziv za grad) nalazi se na ušću rijeke Vuke u Dunav, grad Slunj nalazi se na ušću rijeke Slunjčice u rijeku Koranu. Također je zanimljivo da riječ gula na latinskom znači ždrijelo ili ponor, a ob gula bi značilo iznad ponora. Tako da bi Ogulin grad u biti moglo značiti i grad iznad ponora. Kasnije je Ogulin grad skraćeno u Đulin grad po kojemu je onda rijeka Đula dobila ime. 
Kakvo je Ogulin imao značenje u 15. i 16. st. vidi se iz isprava toga vremena u kojima se ogulinska utvrda zove «ključem Kranjske». Stanovnici Ogulina bili su dobri vojnici, o čemu govori podatak da ih je zbog osobne hrabrosti i požrtvovnosti u borbi s Turcima od svake rabote oslobodio Vuk II. Krsto Frankopan Tržački, koji je 3. ožujka 1622. godine izdao povelju kojom ih je za sva vremena oslobodio obveza prema knezovima Frankopanima. Jači razvoj Ogulina počinje u 19. stoljeću kada je u njemu sjedište Modruško-riječke županije.
U iseljeničkom valu iz 1715. je dio Hrvata iz ogulinskog i otočačkog kraja je odselio u južnu Mađarsku, u sjevernu Baranju, u sela Magoč, Bikalu i Hajmaš. Vremenom su svi ti Hrvati pomađareni, ali su sve vrijeme zadržali čakavske osobine svog govora.
Velikosrbi su pokušali za vrijeme agresije na Hrvatsku zauzeti i ovaj hrvatski gradić. 
RH je ovdje uoči Domovinskog rata, neposredno nakon izbijanja balvan-revolucija, iskusila grubi zador u svoj suverenitet, kad je zrakoplovstvo JNA (JRV) interveniralo protiv hrvatskog MUP-a. To je bilo kad je 17. kolovoza 1990. MUP RH poslao prema Kninu 3 helikoptera s policajcima radi gušenja velikosrpske pobune, a iznad Ogulina su ih presreli 2 zrakoplova MiG-21 JNA (JRV) koji su zaprijetili helikopterima da će ih srušiti ako ne skrenu s predviđene rute i ne vrate se u Lučko.
 Borbe nisu zaobišle ni ovaj kraj. Premda su Hrvati u ogulinskoj općini bili većina, u dobrom dijelu selâ stanovnici su bili Srbi koji se nisu mirili s novonastalim demokratskim promjenama u Hrvatskoj. Uz pomoć JNA koja im je dostavila oružje i preko nje i srbijanskih medija koji su ih podjarivali na pobunu, sukob se je izdigao na veću razinu. JNA i velikosrbi nisu pristajali na hrvatsku neovisnost, nego su silom htjeli zadržati teritorij Hrvatske u već nepostojećoj Jugoslaviji. Rujna 1991. izbile su borbe za vojarne i skladišta JNA kojih je u ovom kraju bilo mnogo. Hrvatske snage postižu uspjehe, a prvi veliki je oslobađanje dviju vojarnâ u gradiću Ogulinu. Uslijedile su borbe za objekte JNA u susjednom Skradniku i Oštarijama. U borbe je JNA uvela i zračne snage. Skradničke su oslobođene 19. rujna 1991., a oštarijske se nije uspjelo ni borbom ni pregovorima, nego je veliko skladište oružja i streljiva JNA uništila eksplozijom 13. listopada 1991. godine, čije se posljedice osjećaju i 25 godina poslije. 12. studenoga 1991. su velikosrpski MiG-ovi raketirali Ogulin, a poslije je uslijedio pokušaj proboja pješaštvom. U to vrijeme je Ogulin imao 10.525 stanovnika, a zbrinjavao je 1600 hrvatskih izbjeglica s Korduna.

#### Kronologija – ključni događaji
Željezno doba – Japodi i japodska kultura 

4. stoljeće pr. Kr. – doseljavanje Kelta. U Ogulinskom polju japodski gradovi Metulum, Terponos i druga gradinska naselja

35. – 33. pr.  Kr. – Rimljani osvajaju Metulum (Viničica kod Oštarija) i pokoravaju Japode

1. – 3. stoljeće – Pax Romana

4. – 6. stoljeće – širenje kršćanstva ali i sve češći upadi barbara (Germani, Sarmati pa Huni), Ostrogotska država zatim nakratko Bizant  

7. stoljeće – Avari i Slaveni naseljavaju se južno od Save (oko 630. g. Hrvati)

9. stoljeće – u Franačkoj zoni interesa i pokrštavanje, Hrvati asimiliraju slavensko-avarsku banovinu u gorskoj Hrvatskoj

1097. – smrt Petra Svačića na Gvozdu tj. prijevoju Kapela i 1102. stvaranje Ugarsko-Hrvatske države

12. stoljeće – prvi spomen župe Modruš i pretpostavljena izgradnja crkve Sv.Jakova u Ogulinu

13. stoljeće – knezovi Krčki kasnije nazvani Frankapani zaposjedaju Modruš;  1242. Mongolski prodor 

14. i 15. stoljeće – procvat Modruškog feuda, glagoljaštvo, pavlinski samostan na Gvozdu, velebna crkva u Oštarijama, Modruška biskupija

1486. – nastaje Modruški urbar (na užem ogulinskom području tada su samo sela Praprwcha, Kernycze, Zgwlyeze, Jablanovo)

1493. – Turci razaraju Modruš, biskup bježi u Vinodol, izbjeglički val prema sjeveru Hrvatske, Kranjska, Gradišće

oko 1500. – nad ponorom Dobre Bernardin Frankopan osniva grad Ogulin kao obrambeni kašel i određuje mu međe prema Vitunju i Modrušu

1521. – Turci pustoše Oštarije i crkvu 

1527. – na saboru u Cetingradu Hrvati biraju za kralja F. Habsburga

1553. – u Ogulinskoj kuli kraljevska vojna posada

1570. – Stjepan II Frankopan prodaje Ogulin Zrinskima

1584. i 1585. – Turci pale kuće u Ogulinu i svu okolicu

16. i 17. stoljeće – Ogulinska kapetanija, na okolnim napuštenim zemljištima naseljavaju se Uskoci i Vlasi većinom pravoslavni (Srbi)

1622. – 30. – Vuk Krsto Frankopan dio Ogulinaca proglašava slobodnjacima

1640. – 41. – Ogulinska buna radi međa i povlastica

1683. – 99. – oslobodilački rat protiv Turaka

18. stoljeće – Ogulinci se nastanjuju izvan gradskih zidina, dio se naseljava na oslobođenom zemlji posebno Kordun, Lika, Baranja, Srijem i uvode se nove kulture kukuruz i krumpir

1746. – reorganizacija Vojne krajine, Ogulinska pukovnija u Karlovačkom generalatu

1775. – 79. – gradi se Jozefinska cesta (Karlovac – Josipdol – Senj) 

1781. – izgradnja Crkve Sv.Križa, danas župne crkve

1809. – 13. – Napoleonova osvajanja, Ogulin kratko u Ilirskim provincijama 

1835. – ban Josip Jelačić službuje u Ogulinu

1871. – Rakovička buna 

1865. – 73. – izgradnja željezničke pruge Karlovac – Rijeka 

1873. – 74. – izgrađena Rudolfinska cesta Ogulin – Novi Vinodolski

1873.  – rođena Ivana Brlić-Mažuranić i počeci hrvatskog planinarstva

1873. – 1881. – ukinuta Vojna krajina 

1887. – Ogulin je središte Modruško – Riječke županije

1914. – 18. – Prvi svjetski rat, zatim stvaranje kraljevine SHS

1919. – osnovana Prva Realna gimnazija

1924. – prvo električno svjetlo u Ogulinu

1941. – 45. – Drugi svjetski rat, NDH, Talijani, zatim Nijemci i antifašistički otpor

1945. – SFR Jugoslavija, kotar Ogulin 

1959. – izgradnja HE Gojak i stvoreno jezero Sabljaci

1964. – Radio postaja Ogulin

1973. – plasiranje na tržište "Ogulinskog kiselog kupusa"

1986. – izgradnja skijaško sportskog centra Bjelolasica 

1990. – demokratske promjene u Jugoslaviji

1991. – stvaranje samostalne Hrvatske

1991. – 1995. – Domovinski rat, linija razgraničenja s velikosrpskim pobunjenicima u susjednom mjestu Josipdolu na 15 km od grada

2005. – izgrađena auto-cesta kroz Ogulinsko polje i Tunel Mala Kapela

## Znamenitosti i prirodne ljepote
- Đulin ponor
- Frankopanski kaštel u Ogulinu
- Jezero Sabljaci
- Klek (1182 m)
- Bijele i Samarske stijene
- Bjelolasica

## Govor
Kao jedna od posebnosti kulturne i narodne baštine tog kraja može se navesti i specifični govor. To je izvorno srednjočakavski ikavsko-ekavski govor u koji su s vremenom ušle mnoge kajkavske, a zatim i štokavske riječi pa se tako izgubila upitna zamjenica ča u korist riječi kaj, ali su očuvani mnogi čakavske riječi (npr. zamjenice zač=zašto, uč=u što, poč=po što, nač=na što, ki=tko, kadi=gdje itd.). Od općeslavenskog glasa jat postalo je i ili e, što je osobina čakavskih ikavsko-ekavskih govora: ispred (zubnih) dentalnih suglasnika (t, d, s, z, l, r, n), ako iza njih slijede stražnji samoglasnici (a, o, u) ili ako su na kraju riječi, nekadašnji jat je postao e; u ostalim slučajevima, prešao je u i (npr. sedat-sidit, proliće-leto, svitli-svetlo, bela-bilit).
Očuvani su mnoge starinske čakavske imenice i glagoli, npr. stara mati=baka, Mrtvi godi=Dušni dan, Velika Maša=Velika Gospa, lasi=kosa, merlin=mrkva, mujsa=mačka, nafalice=samo radi toga, natli=pod, ošćarija=gostiona, ražljat=proliti, pasti.
Česta je redukcija samoglasnika (npr. voz't čov'ka da ne ide piš'ce) i izostanak glasa h (npr. skr'al lače na vr'u).
Kajkavske su osobine izrazitije na sjevernom rubu tog područja (Ozalj, Pribić, Bregana, Kobilić), a čakavske u južnijim krajevima (Duga Resa, Netretić, Barilović, Bosiljevo, Generalski Stol, Ogulin).

## Gospodarstvo
Najzastupljenije grane djelatnosti su poljoprivreda i prerada hrane.

## Poznate osobe
- Luka Cindrić, hrvatski rukometaš
- Ivan Gošnjak, general JNA, savezni ministar obrane SFRJ
- Vladimir Hudolin, hrvatski psihijatar
- Ivana Brlić-Mažuranić, hrvatska književnica
- Anđelko Milardović, hrvatski politolog i sociolog
- Ante Pavić, hrvatski tenisač
- Ema Pukšec, hrvatska operna pjevačica
- Dorian Salopek, hrvatski tenisač
- Petar Stipetić, hrvatski general

## Obrazovanje
Osnovne škole
- OŠ Ivane Brlić-Mažuranić
- Prva osnovna škola

Srednje škole
- Gimnazija Bernardina Frankopana
- Obrtnička i tehnička škola (www.otsog.hr)

## Kultura
- Dani Ilme de Murske
- Frankopanske ljetne večeri
- Ogulinski festival bajke
- Zavičajni muzej Ogulin

U gradu se nalaze tri crkve, katolička crkva Uzvišenja Sv. Križa, katolička crkva Bl. Alojzija Stepinca i pravoslavna crkva Sv. Georga. Kapelicu Sv. Jakova na istoimenom gradskom groblju arheološka komisija iz 1973. datirala je u 12. ili 13. stoljeće kao najstariju crkvu u ovom kraju.
Od 2013. svake se godine organizira povodom Majčinog dana održava se hodočašće djece župe Sv. Križa iz Ogulina Majci Božjoj u Lomost. Učenici obje ogulinske osnovne škole i dječjeg vrtića te zatim u procesiji odlaze do kipa Majke Božje Lomošćanske.

## Mediji
- Radio Ogulin
- Ogulinski list

## Šport
- Rukometna škola Ogulin
- Teniski klub Ogulin
- NK Dobra Sveti Petar
- NK Ogulin
- Teniski klub Frankopan
- Košarkaški klub Ogulin
- Gimnastički klub Ogulinski sokol[27]
- Penjački klub Ogulin
- Frankopanski streličari
- Rukometni klub Ogulin
- Kuglački klub Klek
- Kuglački klub Policajac
- Kuglački klub Željezničar Branitelj
- Kuglački klub Poštar
- Kuglački klub Obrtnik
- Ženski kuglački klub Ogulin
- Snowboard klub Ogulin
- Skijaški klub Ogulin[28]
- Veslački klub Sabljaci
- Badminton klub Ogulin
- Teakwondo klub Ogulin
- Oldtimer klub Ogulin
- Biciklistički klub Babaroge-Ogulin
- Moto klub Vještice Ogulin
- Klub Američkog Nogometa Ogulin Knights
- AK Klek, automobilizam, organizira Memorijal Ivice Kišasondija
- Športsko ribolovno društvo Ogulin

Od 2005. se održava turnir u košarci 3 na 3 Streetball OG, koji je dijelom FIBA-ina kalendara.

## Vanjske poveznice
- Službena stranica
- Ogulin-info – Besplatne ogulinske novine i internet portal  Arhivirana inačica izvorne stranice od 23. lipnja 2009. (Wayback Machine)
- Turistička zajednica grada Ogulina
- SKD Prosvjeta, pododbor Ogulin  Arhivirana inačica izvorne stranice od 21. lipnja 2013. (Wayback Machine)
- Radio Ogulin
- Ogulinski list  Arhivirana inačica izvorne stranice od 28. veljače 2009. (Wayback Machine)